# Flowers (album)
Flowers je osmé americké album kapely The Rolling Stones, vydané v roce 1967. Obsahuje skladby, které již dříve byly vydány jako singly, byly vynechány z amerických verzí alb Aftermath a Between the Buttons a také doposud nevydané studiové nahrávky pořízené v předešlých letech. Album se na americkém žebříčku umístilo na třetím místě a získalo zlatou desku.

## Seznam skladeb
Autory jsou Mick Jagger a Keith Richard.
1. "Ruby Tuesday" - 3:17
2. "Have You Seen Your Mother, Baby, Standing In The Shadow?" - 2:34
3. "Let's Spend The Night Together" - 3:36
4. "Lady Jane" - 3:08
5. "Out Of Time" - 3:41
6. "My Girl" (Smokey Robinson/Ronald White) - 2:38
7. "Back Street Girl" - 3:26
8. "Please Go Home" - 3:17
9. "Mother's Little Helper" - 2:46
10. "Take It Or Leave It" - 2:46
11. "Ride On, Baby" - 2:52
12. "Sittin' On A Fence" - 3:03